# Campeonato Sergipano de Futebol de 2015
O Campeonato Sergipano de Futebol de 2015 foi a 92º edição da divisão principal do campeonato estadual de Sergipe, cujo nome oficial foi Sergipão Chevrolet 2015 por motivos de patrocínio. A competição deu aos dois melhores clubes vagas para a Copa do Brasil de 2016, para a Copa do Nordeste de 2016 e, para um, vaga na Série D de 2015.
Participaram do campeonato os dois times tradicionais da capital Aracaju, o Confiança (campeão estadual no ano anterior) e o Sergipe; o Itabaiana e o Coritiba, ambos da cidade de Itabaiana; Estanciano e Boca Júnior, ambos da cidade de Estância; além de Boquinhense, Socorrense, Lagarto e Amadense.
Foram rebaixados o Coritiba-SE e o Boquinhense. O campeão foi o Confiança, que venceu a final, em dois jogos, do Estanciano, a equipe vice-campeã.

## Transmissão
Algumas das principais partidas do torneio foram transmitidas pela TV e internet pelo canal Esporte Interativo Nordeste e as finais pela TV Sergipe. Além das emissoras de rádio do estado de Sergipe.

## Regulamento
O Campeonato Sergipano de Futebol da Série A-1 de 2015 foi disputado pelos clubes em três fases:
Primeira Fase (Classificatória)
De caráter classificatório, nesta fase os clubes foram divididos em dois grupos (A e B) com cinco equipes cada, através de sorteio público realizado na sede da Federação Sergipana de Futebol. As equipes do Grupo A jogaram contra as equipes do Grupo B em partidas de ida e volta, classificando-se para o Quadrangular Semi Final (segunda fase), as duas melhores de cada grupo.
Para a Segunda Fase, os cartões recebidos pelos atletas na Primeira Fase foram zerados, exceto em caso de suspensão automática, conforme artigo 18º do Regulamento. O último colocado de cada um dos grupos A e B, ao final da primeira fase, foram rebaixados para o Campeonato Sergipano de Futebol Profissional da Série A2 de 2016.
Segunda Fase (Quadrangular Semi Final)
Nessa Fase, as quatro equipes classificadas da primeira fase jogam entre si no sistema de ida e volta, totalizando 6 rodadas. As duas primeiras disputam a 3ª fase (final).
Terceira Fase (Final)
Disputada em dois jogos, no sistema de ida e volta, com o mando de campo do segundo jogo do clube de melhor índice técnico em toda a competição: soma de pontos da primeira e segunda fases. Além disso, em caso de empate nesta fase final, a equipe de melhor índice técnico é considerada campeã.
O campeão garante vaga na Copa do Nordeste de 2016, Copa do Brasil de 2016 e no Campeonato Brasileiro da Série D de 2015. O vice se qualifica para a Copa do Nordeste de 2016 e Copa do Brasil de 2016. De acordo com o regulamento, caso o campeão fosse o Confiança - que disputava a Série C à época - a vaga da Série D de 2015 seria do vice-campeão; o que de fato acabou acontecendo.
Critérios de desempate
Os critério de desempate foram aplicados na seguinte ordem:
1. Maior número de vitórias
2. Maior saldo de gols
3. Maior número de gols pró (marcados)
4. Maior número de gols contra (sofridos)
5. Confronto direto
6. Sorteio

### Equipes Participantes
Notas
- LAG ^  O Paulo Barreto foi vetado por problemas na estrutura das arquibancadas, nesse caso o Lagarto deve mandar seus jogos no Estadio Estadual de Simão Dias na cidade de  Simão Dias.

- BOQ ^  O João Trindade (SESI) foi vetado por falta de refletores, cabine de imprensa e segurança, nesse caso o Boquinhense deve mandar seus jogos no Augusto Franco na cidade de Estância até os problemas serem resolvidos.

## Primeira Fase

### Fases de Grupo

#### Grupo B
- b. ^  O Coritiba-SE foi penalizado com perda de 3 pontos por colocar dois jogadores irregulares.[2]

## Desempenho por rodada
| Grupo | 1 | 2   | 3   | 4   | 5   | 6   | 7   | 8   | 9   | 10  |     |
| A     |   | EST | CON | CON | CON | CON | CON | CON | CON | CON | CON |
| B     |   | LAG | SER | SOC | SOC | SOC | SOC | SOC | LAG | LAG | LAG |

| Grupo | 1 | 2   | 3   | 4   | 5   | 6   | 7   | 8   | 9   | 10  |     |
| A     |   | BOQ | AMA | ITA | AMA | EST | BOQ | AMA | AMA | AMA | BOQ |
| B     |   | BOC | CTB | CTB | CTB | CTB | CTB | CTB | CTB | CTB | CTB |

## Jogos

### Primeira Rodada
| 25 de janeiro | Itabaiana | 0 – 1 | Sergipe         | Presidente Médici, Itabaiana |
| 16:00         |           |       | 72' Diego Neves | Público: 2,636 pagantes      |

| Itabaiana | Sergipe |

| 25 de janeiro | Estanciano                | 2 – 1 | Coritiba-SE | Augusto Franco, Estância |
| 16:00         | Murilo 85' · Makelele 86' |       | 87' Agnaldo | Público: 626 pagantes    |

| Estanciano | Coritiba-SE |

| 25 de janeiro | Amadense   | 1 – 2 | Lagarto                        | Antônio Brejeiro ,Tobias Barreto |
| 16:00         | Marabá 12' |       | 14' Alex · 50' (pen) Carlinhos | Público: 454 pagantes            |

| Amadense | Lagarto |

| 25 de janeiro | Confiança        | 1 – 0 | Boca Júnior | Sabino Ribeiro, Aracaju |
| 16:00         | Leandro Kível 7' |       |             | Público: 1,203 pagantes |

| Confiança | Boca Júnior-SE |

| 25 de fevereiro | Boquinhense | 0 – 1 | Socorrense         | Augusto Franco, Estância |
| 16:00           |             |       | 20' Cláudio Baiano | Público: 139 pagantes    |

| Boquinhense | Socorrense |

### Segunda Rodada
| 28 de janeiro | Socorrense | 0 – 0 | Itabaiana | Lelezão, Nossa Senhora do Socorro |
| 20:15         |            |       |           | Público: 404 pagantes             |

| Socorrense | Itabaiana |

| 28 de janeiro | Boca Júnior              | 2 – 2 | Estanciano                          | Francão, Estância     |
| 20:15         | Warley 58' · Osvaldo 70' |       | 45+2' Leandrinho · 78' (pen) Damião | Público: 278 pagantes |

| Boca Júnior-SE | Estanciano |

| 28 de janeiro | Lagarto | 0 – 1 | Confiança   | Estadual de Simão Dias, Simão Dias |
| 20:15         |         |       | 57' Everton | Público: 700 pagantes              |

| Lagarto | Confiança |

| 28 de janeiro | Sergipe                       | 2 – 1 | Amadense         | João Hora, Aracaju    |
| 20:15         | Diego Neves 8' · Raphinha 88' |       | 23' Marcos Bahia | Público: 590 pagantes |

| Sergipe | Amadense |

| 11 de fevereiro | Coritiba-SE | 1 – 4 | Boquinhense                                                     | Presidente Médici, Itabaiana |
| 20:15           | Pavio 46'   |       | 33', 62' Diego Renato · 65' (pen) Nilson Júnior · 90+2' Adriano | Público: 83 pagantes         |

| Coritiba-SE | Boquinhense |

### Terceira Rodada
| 1 de fevereiro | Itabaiana              | 2 – 2 | Lagarto          | Presidente Médici, Itabaiana |
| 16:00          | Dodô 25' · Nivaldo 79' |       | 30', 31' Patrick | Público: 973 pagantes        |

| Itabaiana | Lagarto |

| 1 de fevereiro | Confiança                                               | 4 – 0 | Coritiba-SE | Sabino Ribeiro, Aracaju |
| 16:00          | Bibi 2' · Richardson 12' · Jean 55' · Renan Pimenta 81' |       |             | Público: 623 pagantes   |

| Confiança | Coritiba-SE |

| 1 de fevereiro | Estanciano | 0 – 2 | Socorrense                  | Augusto Franco, Estância |
| 16:00          |            |       | 6' Orobó · 33' Júnior Bahia | Público: 529 pagantes    |

| Estanciano | Socorrense |

| 3 de fevereiro | Amadense           | 1 – 0 | Boca Júnior | Antônio Brejeiro ,Tobias Barreto |
| 16:00          | Paulo Henrique 80' |       |             | Público: 254 pagantes            |

| Amadense | Boca Júnior-SE |

| 4 de março | Boquinhense                   | 2 – 1 | Sergipe            | Augusto Franco, Estância |
| 16:00      | Diego Renato 48' · Mateus 54' |       | 45+3' Bruno Santos | Público: 308 pagantes    |

| Boquinhense | Sergipe |

### Quarta Rodada
| 8 de fevereiro | Coritiba-SE | 1 – 3 | Itabaiana                              | Presidente Médici, Itabaiana |
| 16:00          | Agnaldo 33' |       | 10' Alexandre · 16' Kako · 20' Patrick | Público: 517 pagantes        |

| Coritiba-SE | Itabaiana |

| 8 de fevereiro | Socorrense               | 2 – 0 | Amadense | Lelezão, Nossa Senhora do Socorro |
| 16:00          | Ailton 60' · Joelton 70' |       |          | Público: 78 pagantes              |

| Socorrense | Amadense |

| 8 de fevereiro | Lagarto    | 1 – 0 | Estanciano | Barretão, Lagarto     |
| 16:00          | Anselmo 4' |       |            | Público: 545 pagantes |

| Lagarto | Estanciano |

| 8 de fevereiro | Sergipe         | 1 – 1 | Confiança | Arena Batistão, Aracaju  |
| 16:00          | Diego Neves 19' |       | 31' Bibi  | Público: 12,200 pagantes |

| Sergipe | Confiança |

| 11 de março | Boca Júnior                   | 2 – 1 | Boquinhense       | Francão, Estância     |
| 15:30       | Warlei 22' · João William 74' |       | 42' Nilson Júnior | Público: 125 pagantes |

| Boca Júnior-SE | Boquinhense |

### Quinta Rodada
| 21 de fevereiro | Boquinhense   | 1 – 1 | Lagarto       | Augusto Franco, Estância |
| 15:30           | Gil 26' (pen) |       | 90+4' Nivaldo | Público: 280 pagantes    |

| Boquinhense | Lagarto |

| 22 de fevereiro | Amadense                                                          | 5 – 1 | Coritiba-SE | Antônio Brejeiro, Tobias Barreto |
| 16:00           | Miquiba 12' · Rafael Franciscat 40', 70' · Igor 42' · Quiquiu 79' |       |             | Público: 179 pagantes            |

| Amadense | Coritiba-SE |

| 22 de fevereiro | Itabaiana              | 2 – 1 | Boca Júnior | Presidente Médici, Itabaiana |
| 16:00           | Patrick 28' · Kako 70' |       | 53' Warley  | Público: 342 pagantes        |

| Itabaiana | Boca Júnior-SE |

| 22 de fevereiro | Estanciano    | 1 – 1 | Sergipe         | Augusto Franco, Estância |
| 15:30           | Rodrigues 16' |       | 40' Diego Neves | Público: 1,091 pagantes  |

| Estanciano | Sergipe |

| 22 de fevereiro | Confiança            | 1 – 1 | Socorrense  | Sabino Ribeiro, Aracaju |
| 16:00           | Rafael Magalhães 65' |       | Gol marcado | Público: 678 pagantes   |

| Confiança | Socorrense |

### Sexta Rodada
| 1 de março | Lagarto | 0 – 2 | Amadense                | Albano Franco, Simão Dias |
| 15:30      |         |       | 61' Mikimba · 77' Diogo | Público: 193 pagantes     |

| Lagarto | Amadense |

| 1 de março | Boca Júnior | 1 – 3 | Confiança                                   | Augusto Franco, Estância |
| 15:30      | João 34'    |       | 1' Rafael Magalhães · 15' Bibi · 90+1' Jean | Público: 695 pagantes    |

| Boca Júnior-SE | Confiança |

| 1 de março | Sergipe         | 1 – 1 | Itabaiana | Arena Batistão, Aracaju |
| 16:00      | Diego Neves 81' |       | 41' Renan | Público: 2,827 pagantes |

| Sergipe | Itabaiana |

| 1 de março | Coritiba-SE | 0 – 2 | Estanciano                  | Presidente Médici, Itabaiana |
| 16:00      |             |       | 7' Rodrigues · 38' Da Silva | Público: 78 pagantes         |

| Coritiba-SE | Estanciano |

| 1 de março | Socorrense      | 1 – 0 | Boquinhense | Lelezão, Nossa Senhora do Socorro |
| 16:00      | Tiago Orobó 79' |       |             | Público: 119 pagantes             |

| Socorrense | Boquinhense |

### Sétima Rodada
| 7 de março | Boquinhense       | 1 – 0 | Coritiba-SE | Augusto Franco, Estância |
| 15:30      | Nilson Júnior 39' |       |             | Público: 171 pagantes    |

| Boquinhense | Coritiba-SE |

| 7 de março | Itabaiana              | 2 – 0 | Socorrense | Presidente Médici, Itabaiana |
| 20:00      | Kako 14' · Patrick 38' |       |            | Público: 707 pagantes        |

| Itabaiana | Socorrense |

| 8 de março | Estanciano                                  | 4 – 2 | Boca Júnior             | Augusto Franco, Estância |
| 16:00      | Da Silva 18', 55' · Damião 60' · Marcel 80' |       | 7' Erasmo · 83' Matheus | Público: 925 pagantes    |

| Estanciano | Boca Júnior-SE |

| 8 de março | Amadense | 0 – 1 | Sergipe      | Antônio Brejeiro ,Tobias Barreto |
| 16:00      |          |       | 15' Muribeca | Público: 604 pagantes            |

| Amadense | Sergipe |

| 8 de março | Confiança | 0 – 1 | Lagarto  | Arena Batistão, Aracaju |
| 16:00      |           |       | 75' Lenu | Público: 1,069 pagantes |

| Confiança | Lagarto |

### Oitava Rodada
| 14 de março | Lagarto   | 1 – 0 | Itabaiana | Estadual de Simão Dias, Simão Dias |
| 15:30       | Xande 58' |       |           | Público: 507 pagantes              |

| Lagarto | Itabaiana |

| 14 de março | Boca Júnior                   | 3 – 1 | Amadense  | Francão, Estância    |
| 15:30       | Erasmo 44' · Oswaldo 48', 83' |       | 24' Souza | Público: 10 pagantes |

| Boca Júnior-SE | Amadense |

| 14 de março | Sergipe                        | 2 – 2 | Boquinhense                   | João Hora, Aracaju    |
| 16:00       | Diego Neves 35' · Jonathan 77' |       | 32' Diego Renato · 80' Mateus | Público: 980 pagantes |

| Sergipe | Boquinhense |

| 14 de março | Socorrense | 0 – 3 | Estanciano                              | Lelezão, Nossa Senhora do Socorro |
| 16:00       |            |       | 21' Baco · 24' Rodrigues · 80' Da Silva | Público: 255 pagantes             |

| Socorrense | Estanciano |

| 14 de março | Coritiba-SE | 1 – 2 | Confiança              | Presidente Médici, Itabaiana |
| 20:30       | Agnaldo 51' |       | 36', 82' Leandro Kível | Público: 208 pagantes        |

| Coritiba-SE | Confiança |

### Nona Rodada
| 21 de março | Boquinhense | 1 – 0 | Boca Júnior | Francão, Estância     |
| 15:30       | Adriano 71' |       |             | Público: 458 pagantes |

| Boquinhense | Boca Júnior-SE |

| 21 de março | Confiança                            | 2 – 2 | Sergipe                        | Arena Batistão, Aracaju |
| 18:30       | Wallace Sergipano 39' · Heverton 56' |       | 70' Raphinha · 72' Diego Neves | Público: 7,188 pagantes |

| Confiança | Sergipe |

| 22 de março | Estanciano  | 1 – 1 | Lagarto     | Francão, Estância       |
| 15:30       | Da Silva 6' |       | 33' Warrles | Público: 1,363 pagantes |

| Estanciano | Lagarto |

| 22 de março | Itabaiana                                                             | 4 – 0 | Coritiba-SE | Presidente Médici, Itabaiana |
| 16:00       | Carlos Henrique 40' · Caco 43' · Renan Dias 60' · Patrick 90+2' (pen) |       |             | Público: 397 pagantes        |

| Itabaiana | Coritiba-SE |

| 22 de março | Amadense                                       | 3 – 0 | Socorrense | Antônio Brejeiro ,Tobias Barreto |
| 16:00       | Chulapa 26' (pen) · Igor 56' · Neto Brasão 88' |       |            | Público: 121 pagantes            |

| Amadense | Socorrense |

### Décima Rodada
| 29 de março | Coritiba-SE | 0 – 8 | Amadense                                                                 | Presidente Médici, Itabaiana |
| 15:30       |             |       | 11' Amâncio · 31', 90+1' Chulapa · 53', 76', 80', 86' Igor · 78' Nailson | Público: 28 pagantes         |

| Coritiba-SE | Amadense |

| 29 de março | Boca Júnior | 0 – 0 | Itabaiana | Augusto Franco, Estância |
| 15:30       |             |       |           | Público: 391 pagantes    |

| Boca Júnior-SE | Itabaiana |

| 29 de março | Lagarto     | 1 – 1 | Boquinhense    | Barretão, Lagarto     |
| 15:30       | Nivaldo 20' |       | 72' Simão Dias | Público: 758 pagantes |

| Lagarto | Boquinhense |

| 29 de março | Sergipe                  | 2 – 3 | Estanciano                          | João Hora, Aracaju      |
| 15:30       | Raphinha 60' · Lucão 74' |       | 1' Da Silva · 50' Baco · 82' Damião | Público: 3,374 pagantes |

| Sergipe | Estanciano |

| 29 de março | Socorrense  | 1 – 1 | Confiança  | Lelezão, Nossa Senhora do Socorro |
| 15:30       | Pantico 69' |       | 32' Amaral | Público: 780 pagantes             |

| Socorrense | Confiança |

## Segunda Fase

### Quadrangular
Desempenho por rodada
- Clubes que lideraram o campeonato ao final de cada rodada:

| Líder do Quandrangular | Líder do Quandrangular | Líder do Quandrangular | Líder do Quandrangular | Líder do Quandrangular | Líder do Quandrangular |
| ---------------------- | ---------------------- | ---------------------- | ---------------------- | ---------------------- | ---------------------- |
| 1                      | 2                      | 3                      | 4                      | 5                      | 6                      |
| EST                    | CON                    | CON                    | CON                    | CON                    | CON                    |

- Clubes que ficaram na última posição do campeonato ao final de cada rodada:

| Lanterna do Quandrangular | Lanterna do Quandrangular | Lanterna do Quandrangular | Lanterna do Quandrangular | Lanterna do Quandrangular | Lanterna do Quandrangular |
| ------------------------- | ------------------------- | ------------------------- | ------------------------- | ------------------------- | ------------------------- |
| 1                         | 2                         | 3                         | 4                         | 5                         | 6                         |
| LAG                       | SOC                       | SOC                       | SOC                       | SOC                       | SOC                       |

### Primeira Rodada
| 5 de abril | Estanciano            | 2 – 0 | Lagarto | Augusto Franco, Estância |
| 15:30      | Da Silva 90+2', 90+4' |       |         | Público: 1,393 pagantes  |

| Estanciano | Lagarto |

| 5 de abril | Socorrense | 0 – 1 | Confiança       | Arena Batistão, Aracaju |
| 16:00      |            |       | 63' Flávio José | Público: 1,672 pagantes |

| Socorrense | Confiança |

### Segunda Rodada
| 8 de abril | Confiança                                           | 4 – 1 | Estanciano   | Arena Batistão, Aracaju |
| 20:15      | Leandro Kível 23', 28' · Bibi 43' · Flávio José 85' |       | 72' Da Silva | Público: 2,902 pagantes |

| Confiança | Estanciano |

| 8 de abril | Lagarto       | 1 – 0 | Socorrense | Presidente Médici, Itabaiana |
| 20:15      | Nivaldo 90+3' |       |            | Público: 263 pagantes        |

| Lagarto | Socorrense |

### Terceira Rodada
| 12 de abril | Estanciano | 0 – 0 | Socorrense | Augusto Franco, Estância |
| 15:30       |            |       |            | Público: 978 pagantes    |

| Estanciano | Socorrense |

| 12 de abril | Lagarto | 0 – 1 | Confiança | Presidente Médici, Itabaiana |
| 16:00       |         |       | 18' Bibi  | Público: 938 pagantes        |

| Lagarto | Confiança |

### Quarta Rodada
| 18 de abril | Socorrense  | 1 – 2 | Estanciano                  | Arena Batistão, Aracaju |
| 16:00       | Pantico 15' |       | 89' Damião · 90+5' Rodrigão | Público: 356 pagantes   |

| Socorrense | Estanciano |

| 19 de abril | Confiança                     | 2 – 0 | Lagarto | Arena Batistão, Aracaju |
| 16:00       | Flávio José 51' · Everton 67' |       |         | Público: 1,347 pagantes |

| Confiança | Lagarto |

### Quinta Rodada
| 22 de abril | Socorrense | 1 – 1 | Lagarto    | Arena Batistão, Aracaju |
| 20:15       | Tonhão 86' |       | 28' Mateus | Público: 36 pagantes    |

| Socorrense | Lagarto |

| 23 de abril | Estanciano | 0 – 1 | Confiança   | Augusto Franco, Estância |
| 21:15       |            |       | 69' Everson | Público: 1,506 pagantes  |

| Estanciano | Confiança |

### Sexta Rodada
| 26 de abril | Confiança                                                                            | 4 – 0 | Socorrense | Sabino Ribeiro, Aracaju |
| 10:00       | Lucas Silva 13' · Wallace Sergipano 26' · Vinicius Santos 80' · Rafael Magalhães 88' |       |            | Público: 312 pagantes   |

| Confiança | Socorrense |

| 26 de abril | Lagarto                      | 2 – 1 | Estanciano | Presidente Médici, Itabaiana |
| 10:00       | Danilo Bala 4' · Nivaldo 38' |       | 80' Luan   | Público: 439 pagantes        |

| Lagarto | Estanciano |

## Final do Sergipão 2015

### Jogo de ida
| 2 de maio | Estanciano | 0 – 1 | Confiança | Augusto Franco, Estância                    |
| 16:00     |            |       | 17' Bibi  | Público: 1,954 pagantes Renda: R$ 35.885,00 |

| Estanciano | Confiança |

### Jogo de volta
| 9 de maio | Confiança | 4 - 0 | Estanciano | Arena Batistão, Aracaju                      |
| 16:00     |           |       |            | Público: 6,084 pagantes Renda: R$ 107.815,00 |

## Premiação
| Campeonato Sergipano Chevrolet 2015 |
| Sergipe                             |
| ----------------------------------- |
| Confiança Campeão (20º título)      |

## Classificação geral
- b. ^  O Coritiba-SE foi penalizado com perda de 3 pontos por colocar dois jogadores irregulares.[2]

## Artilharia
- Atualizado em 02 de maio de 2015[3]

| Gols             | Jogador                     | Time         |
| ---------------- | --------------------------- | ------------ |
| 9                |                             |              |
| Da Silva         | Estanciano                  |              |
| 7                |                             |              |
| Diego Silva      | Sergipe                     |              |
| 6                |                             |              |
| Bibi             | Confiança                   |              |
| Igor             | Amadense                    |              |
| Patrick          | Itabaiana                   |              |
| 5                |                             |              |
| Nivaldo          | Lagarto                     |              |
| 4                |                             |              |
| Diego Renato     | Boquinhense                 |              |
| Kako             | Itabaiana                   |              |
| Leandro Kivel    | Confiança                   |              |
| Damião           | Estanciano                  |              |
| 3                |                             |              |
| Agnaldo          | Coritiba-SE                 |              |
| Osvaldo          | Boca Júnior                 |              |
| Rafael Magalhães | Confiança                   |              |
| Raphinha         | Sergipe                     |              |
| Rodrigues        | Estanciano                  |              |
| Warlei           | Boca Júnior                 |              |
| Flávio           | Confiança                   |              |
| 2                | 19 jogadores                | 19 jogadores |
| 1                | 42 jogadores                | 42 jogadores |
| GC               |                             |              |
| Arouca           | Coritiba-SE para Confiança  |              |
| Matheus          | Estanciano para Boca Júnior |              |

## Públicos

### Maiores públicos
Esses são os cinco maiores públicos do campeonato:
| Nº | Público | Mandante   | Placar | Visitante  | Estádio           | Data           | Rodada                   |
| -- | ------- | ---------- | ------ | ---------- | ----------------- | -------------- | ------------------------ |
| 1  | 12.200  | Sergipe    | 1 - 1  | Confiança  | Arena Batistão    | 8 de fevereiro | 4ª Rodada (1ª Fase)      |
| 2  | 7.188   | Confiança  | 2 - 2  | Sergipe    | Arena Batistão    | 21 de março    | 9ª Rodada (1ª Fase)      |
| 3  | 6.084   | Confiança  | 4 - 0  | Estanciano | Arena Batistão    | 9 de maio      | Final Volta              |
| 4  | 3.374   | Sergipe    | 2 – 3  | Estanciano | Arena Batistão    | 29 de março    | 10ª Rodada (1ª Fase)     |
| 5  | 2.902   | Confiança  | 4 - 1  | Estanciano | Arena Batistão    | 8 de abril     | 2ª Rodada (Quadrangular) |
| 6  | 2.827   | Sergipe    | 1 - 1  | Itabaiana  | Arena Batistão    | 1 de março     | 6ª Rodada (1ª Fase)      |
| 7  | 2.636   | Itabaiana  | 0 - 1  | Sergipe    | Presidente Médici | 25 de janeiro  | 1ª Rodada (1ª Fase)      |
| 8  | 1.954   | Estanciano | 0 – 1  | Confiança  | Augusto Franco    | 2 de maio      | Final Ida                |

### Média de público
A média de público considera apenas os jogos da equipe como mandante.
| Nº | Time              | Total  | Jogos | Média |
| -- | ----------------- | ------ | ----- | ----- |
| 1  | Sergipe           | 19.971 | 5     | 3.994 |
| 2  | Confiança         | 21.406 | 9     | 2.378 |
| 3  | Estanciano        | 10.365 | 9     | 1.151 |
| 4  | Itabaiana         | 5.055  | 5     | 1.011 |
| 7  | Socorrense        | 3.700  | 8     | 462   |
| 6  | Lagarto           | 4.343  | 8     | 542   |
| 7  | Amadense          | 1.612  | 5     | 322   |
| 8  | Boca Júnior       | 1.499  | 5     | 299   |
| 9  | Boquinhense       | 1.356  | 5     | 271   |
| 10 | Coritiba-SE       | 914    | 5     | 182   |
| —  | Sergipano de 2015 | 70.221 | 64    | 1.097 |

| Maior média de público do Sergipano 2015 |
| Aracaju                                  |
| ---------------------------------------- |
| Sergipe                                  |

- i. ^ Considera-se apenas o público pagante

## Premiação
| Vice Campeão:  | Terceiro colocado: | Quarto colocado:  | Melhor do interior: |
| -------------- | ------------------ | ----------------- | ------------------- |
| Estanciano     | Lagarto            | Socorrense        | Estanciano          |
| Público total: | Renda total:       | Média de público: | Média de renda:     |
| 70.221         | 1.097              | R$ 1.177.375,00   | R$ 18.396,48        |

## Promoções e rebaixamentos
| Divisão           | Clubes rebaixados       | Clubes promovidos  |
| ----------------- | ----------------------- | ------------------ |
| Série A1 Série A2 | Boquinhense Coritiba-SE | Dorense Guarany-SE |

## Seleção do Campeonato
Prêmios
- Técnico:
- Artilheiro:
- Craque:
- Reveleção:

Time
- Goleiro:
- Zagueiro:
- Zagueiro:
- Lateral-Direito:
- Lateral-Esquerdo:
- Volante:
- Volante:
- Meio-campo:
- Meio-campo:
- Atacante:
- Atacante: